# جزيرة أم الكرم
جزيرة أم الكرم جزيرة إيرانية في الخليج العربي. تبلغ مساحتها حوالي 10-12 كيلومتر مربع. محاطة بالشواطئ الرملية التي يبلغ طولها 14 كيلومتر وهي مناسبة لتعشيش السلاحف البحرية على الرغم من أن الأجزاء الجنوبية والشرقية هي الأكثر استخداما خاصة أن ما بين 6 و700 متر من الساحل الشرقي تستخدمه السلاحف ذات منقار الصقر. تقع الجزيرة إلى جنوب شرق بوشهر.